# دوك (سعدان)
الدُّوك أو السعدان اللَّابِس (الاسم العلمي: Pygathrix) (بالإنجليزية: Douc)‏ هو جنس من سعادين العالم القديم الآكلة للأوراق، موطنهم جنوب شرق آسيا، يتكون من ثلاثة أنواع: دوك أحمر الساقين، ودوك أسود الساقين ودوك رمادي الساقين.